# Franchoys Elout

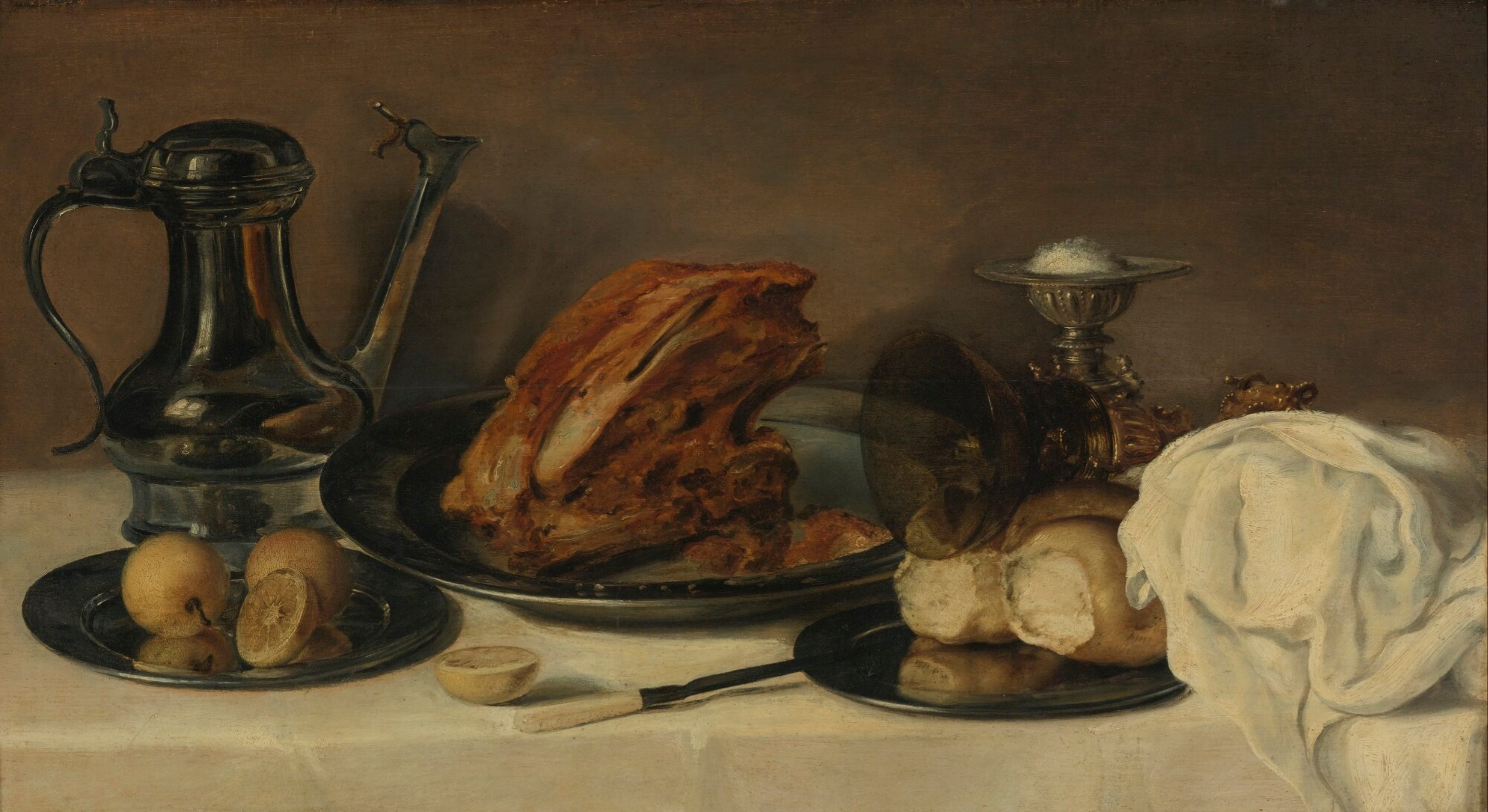
Natura morta

Franchoys o François o Frans Elaut,   o Elout o Elaud o Elaudt o Eelhaut o Eelhout (Haarlem, 27 agosto 1589  o 1598 – Haarlem, 22 settembre 1635), è stato un pittore olandese del secolo d'oro.

## Biografia
Anche se nella letteratura si trova denominato come Elout, tuttavia l'artista era solito firmarsi come Elaut. Il 30 giugno 1616 fu dichiarato maggiorenne dal padre e poté  così iniziare a lavorare. Nel 1627 fu testimone al battesimo di uno dei figli di Frans Hals, fatto che ci indica la sua amicizia e/o la sua collaborazione artistica con gli Hals. Il 17 dicembre 1628 sposò Anneken Jans, da cui ebbe una figlia, Willemke, battezzata il 17 marzo 1632.
Elout rappresentò principalmente scene di genere, in particolare banchetti, nature morte e ritratti, generalmente del solo viso. Fu seguace di Pieter Claesz.
Morì nel 1635, probabilmente di peste.